# 폴크방
폴크방(고대 노르드어: Fólkvangr)은 노르드 신화에서 여신 프레이야의 소관 하에 있는 초지 또는 들판이다. 전쟁터에서 죽은 자들 중 절반은 오딘의 발홀로 가고, 나머지 절반은 프레이야의 폴크방으로 간다. 폴크방은 13세기 이전의 서사시들의 모음인 《고 에다》와 13세기에 스노리 스투를루손이 쓴 《신 에다》에 모두 언급된다. 《신 에다》에 따르면 폴크방에는 프레이야의 저택인 세스룸니르가 있다.

## 같이 보기
- 프레이야